# 飯岡村 (愛媛県)
飯岡村（いいおかむら）は、愛媛県新居郡にあった村。現在の西条市飯岡にあたる。

## 地理
- 河川 ： 浪多川、宮川

## 歴史
- 1889年（明治22年）12月15日 - 町村制の施行により、近世以来の飯岡村が単独で自治体を形成。
- 1941年（昭和16年）4月29日 - 西条町・神戸村・橘村・氷見町と合併して西条市が発足。同日飯岡村廃止。

## 交通

### 鉄道路線
村域を鉄道省の予讃本線（現・予讃線）が通過したが、駅は所在しなかった。

### 道路
- 讃岐街道

現在は旧村域に松山自動車道のいよ西条インターチェンジが所在するが、当時は未開通。